# Dejah Mulipola
Pour les articles homonymes, voir Mulipola.
Dejah Mulipola est une joueuse américaine de softball née le 19 février 1998 à Los Alamitos. Avec l'équipe des États-Unis, elle a remporté la médaille d'argent aux Jeux olympiques d'été de 2020 à Tokyo.
Elle est médaillée d'or aux Jeux panaméricains de 2019.